# إليزابيث إينشبالد
إليزابيث إينشبالد (بالإنجليزية: Elizabeth Inchbald)‏ (ني سيمبسون) (1753-1821) روائية إنجليزية وممثلة ودرامية إنجليزية. لا تزال روايتيها تُقرَأ لليوم.

## حياتها
ولدت في 15 أكتوبر 1753 في ستانينغفيلد، بالقرب من بوري سانت ادموندز، سوفولك، وكانت إليزابيث ثامن الأطفال التسعة لجون سيمبسون (توفي عام 1761)، وهو مزارع، وزوجته ماري، ني روشبروك. الأسرة، مثل العديد من الآخرين في الحي كانت الكاثوليكية الرومانية. على عكس شقيقها، الذي تم إرساله إلى المدرسة، تلقت إليزابيث تعليمها مع شقيقاتها في المنزل.  عانت إليزابيث من عائق الكلام. 

## روابط خارجية
- إليزابيث إينشبالد على موقع الموسوعة البريطانية (الإنجليزية)